# Широківська селищна рада
Широ́ківська се́лищна ра́да — адміністративно-територіальна одиниця та орган місцевого самоврядування в Широківському районі Дніпропетровської області. Адміністративний центр — селище міського типу Широке.

## Загальні відомості
- Населення ради: 10 436 осіб (станом на 1 січня 2013 року)

## Населені пункти
Селищній раді підпорядковані населені пункти:
- смт Широке

## Склад ради
Рада складається з 30 депутатів та голови.
- Голова ради: Сагура Ігор Анатолійович
- Секретар ради: Краснова Алла Анатоліївна

### Керівний склад попередніх скликань
| Прізвище, ім'я, по батькові  | Основні відомості                                                        | Дата обрання | Дата звільнення |
| ---------------------------- | ------------------------------------------------------------------------ | ------------ | --------------- |
| Максименко Катерина Іванівна | Селищний голова, 1949 року народження, член Народної партії              | 26.03.2006   | 31.10.2010      |
| Сагура Ігор Анатолійович     | Селищний голова, 1961 року народження, освіта вища, член Партії регіонів | 31.10.2010   |                 |

Примітка: таблиця складена за даними сайту Верховної Ради України

### Депутати
За результатами місцевих виборів 2010 року депутатами ради стали:

#### За суб'єктами висування
| Суб'єкт висування                                       | Кількість обраних депутатів | %    |
| ------------------------------------------------------- | --------------------------- | ---- |
| Партія регіонів                                         | 24                          | 80   |
| Політична партія Всеукраїнське об'єднання «Батьківщина» | 4                           | 13,3 |
| Комуністична партія України                             | 1                           | 3,3  |
| Самовисування                                           | 1                           | 3,3  |

#### За округами
| № округу                                                | Прізвище, ім'я, по батькові        | Дата визнання обраним | Освіта  | Партійна приналежність                        | Відомості про обраного депутата                                                             |
| ------------------------------------------------------- | ---------------------------------- | --------------------- | ------- | --------------------------------------------- | ------------------------------------------------------------------------------------------- |
| Комуністична партія України                             |                                    |                       |         |                                               |                                                                                             |
| 8                                                       | Бондар Микола Сергійович           | 02.11.2010            | середня | член Комуністичної партії України             | пенсіонер                                                                                   |
| Партія регіонів                                         |                                    |                       |         |                                               |                                                                                             |
| 1                                                       | Секрет Дмитро Олексійович          | 02.11.2010            | вища    | член Партії регіонів                          | управління газового господарства, слюсар                                                    |
| 3                                                       | Єфремова Євгенія Миколаївна        | 02.11.2010            | вища    | член Партії регіонів                          | Широківська райдержадміністрація, головний спеціаліст                                       |
| 5                                                       | Жулай Олена Василівна              | 02.11.2010            | вища    | позапартійна                                  | Широківська селищна рада, секретар                                                          |
| 6                                                       | Сулімовська Світлана Григорівна    | 02.11.2010            | середня | позапартійна                                  | санстанція, помічник епідеміолога                                                           |
| 7                                                       | Базалук Микола Петрович            | 02.11.2010            | вища    | член Партії регіонів                          | Широківська ЦРЛ, лікар                                                                      |
| 9                                                       | Горденок Ніна Василівна            | 02.11.2010            | вища    | позапартійна                                  | Райффайзен банк «Аваль», директор                                                           |
| 12                                                      | Гонтарь Михайло Іванович           | 02.11.2010            | середня | член Партії регіонів                          | приватний підприємець                                                                       |
| 13                                                      | Волкова Віта Анатоліївна           | 02.11.2010            | вища    | позапартійна                                  | Державна нотаріальна контора, консультант                                                   |
| 14                                                      | Василенко Вадим Валентинович       | 02.11.2010            | вища    | член Партії регіонів                          | Широківське районне управління юстиції, начальник                                           |
| 15                                                      | Курочка Олександр Анатолійович     | 02.11.2010            | вища    | член Партії регіонів                          | пенсіонер                                                                                   |
| 16                                                      | Величко Ольга Вікторівна           | 02.11.2010            | вища    | член Партії регіонів                          | Широківська райдержадміністрація, начальник відділу                                         |
| 17                                                      | Стороженко Микола Миколайович      | 10.01.2011            | вища    | член Партії регіонів                          | Широківський РСТК, майстер виробничого навчання                                             |
| 18                                                      | Назаренко Дмитро Віталійович       | 02.11.2010            | вища    | член Партії регіонів                          | Криворізька міжрайонна державна податкова інспекція, старший державний податковий інспектор |
| 19                                                      | Михайленко Геннадій Вікторович     | 02.11.2010            | вища    | член Партії регіонів                          | приватний підприємець                                                                       |
| 20                                                      | Краснова Алла Анатоліївна          | 02.11.2010            | вища    | член Партії регіонів                          | Районний центр зайнятості, спеціаліст                                                       |
| 21                                                      | Крот Володимир Анатолійович        | 02.11.2010            | вища    | член Партії регіонів                          | ВАТ «Інгулецький гірничо-збагачувальний комбінат», начальник бюро організації праці         |
| 23                                                      | Кирильчук Людмила Василівна        | 02.11.2010            | вища    | член Партії регіонів                          | Широківська середня школа № 1, директор                                                     |
| 24                                                      | Тимофєєва Вікторія Олександрівна   | 02.11.2010            | вища    | член Партії регіонів                          | Широківська середня школа № 2, директор                                                     |
| 25                                                      | Єфремов Микола Миколайович         | 02.11.2010            | вища    | член Партії регіонів                          | ТОВ «Рудресурс», заступник головного інженера                                               |
| 26                                                      | Решетовський Олександр Миколайович | 10.01.2011            | вища    | член Партії регіонів                          | приватний підприємець                                                                       |
| 27                                                      | Завгородній Василь Семенович       | 02.11.2010            | вища    | член Партії регіонів                          | СТОВ Агрофірма «Степове», головний агроном                                                  |
| 28                                                      | Краснов Олександр Миколайович      | 02.11.2010            | вища    | член Партії регіонів                          | Широківський район електричних мереж, заступник начальника                                  |
| 29                                                      | Пономарьова Тетяна Петрівна        | 02.11.2010            | вища    | член Партії регіонів                          | ТОВ «Землемір», директор                                                                    |
| 30                                                      | Григорович Сергій Семенович        | 02.11.2010            | середня | позапартійний                                 | ВАТ Інгулецький гірничо-збагачувальний комбінат, слюсар                                     |
| Політична партія Всеукраїнське об'єднання «Батьківщина» |                                    |                       |         |                                               |                                                                                             |
| 4                                                       | Ігнатенко Олександр Миколайович    | 02.11.2010            | вища    | член Всеукраїнського об'єднання «Батьківщина» | ПП «Агропроменерго», директор                                                               |
| 10                                                      | Таран Галина Іванівна              | 02.11.2010            | середня | позапартійна                                  | СДП «Таран», директор                                                                       |
| 11                                                      | Балагура Олександр Анатолійович    | 02.11.2010            | середня | позапартійний                                 | ВАТ"Кривбасвибухпром", начальник зміни                                                      |
| 22                                                      | Савостенко Зоя Миколаївна          | 02.11.2010            | вища    | член Всеукраїнського об'єднання «Батьківщина» | Міжрегіональний центр підготовки та перепідготовки кадрів, майстер                          |
| Самовисування                                           |                                    |                       |         |                                               |                                                                                             |
| 2                                                       | Положешний Артем Миколайович       | 30.10.2014            | вища    | позапартійний                                 | ТОВ «Георесур», юрисконсульт                                                                |